# Bonneuil (Charente)
Pour les articles homonymes, voir Bonneuil.
Bonneuil est une commune du Sud-Ouest de la France, située dans le département de la Charente (région Nouvelle-Aquitaine).
Ses habitants sont appelés les Bonneuillais ou les Bonneuillois.

## Géographie

### Localisation et accès
Bonneuil est une petite commune de l'ouest du département de la Charente située à 7 km à l'ouest de Châteauneuf-sur-Charente et à 24 km à l'ouest d'Angoulême.
Elle est aussi à 12 km de Barbezieux, 8 km de Segonzac, 14 km d'Archiac et 20 km de Cognac.
Elle est située le long de la D 699, route d'Angoulême à Archiac et Jonzac par Châteauneuf. La D 1, route de Segonzac à Barbezieux, coupe la D 699 à l'ouest de la commune.
La gare la plus proche est celle de Châteauneuf, desservie par des TER à destination d'Angoulême, Cognac, Saintes et Royan.

### Hameaux et lieux-dits
La commune comporte de nombreux hameaux et fermes : le Montet, la Bergère, le Maine Fayat, le château du Breuil, chez Biret, chez Ballan, chez Maroux, le Maine Panetier, le Logis de Flaville, le Maine Androux, Grange Neuve, Font Nouvelle, etc. Le bourg n'est pas plus gros qu'un de ces hameaux.

### Communes limitrophes
| Saint-Preuil         | Bouteville |            |
| Lignières-Ambleville | Bonneuil   |            |
|                      |            | Bellevigne |

### Géologie et relief
La commune occupe un plateau calcaire du Crétacé. Une petite zone en limite nord-est occupée par le Santonien, mais tout le reste de la commune est dans le Campanien, calcaire plus crayeux qui occupe une grande partie du Sud Charente. Quelques petites zones d'argile sableuse datant du Tertiaire occupent les sommets des plateaux, au nord et à l'est,,.
Une cuesta de Campanien faisant face au nord-est traverse l'est de la commune, au Montet. On peut la suivre à l'ouest vers Segonzac et à l'est vers Jurignac, Plassac-Rouffiac, Villebois-Lavalette, etc.
Le relief de la commune est assez vallonné. Le point culminant est à une altitude de 155 m, situé au nord-est du bourg dans les bois du logis de Flaville. Le point le plus bas est à 58 m, situé en limite sud-ouest. Situé dans la vallée du Collinaud, le bourg est à environ 80 m d'altitude.

### Hydrographie

#### Réseau hydrographique

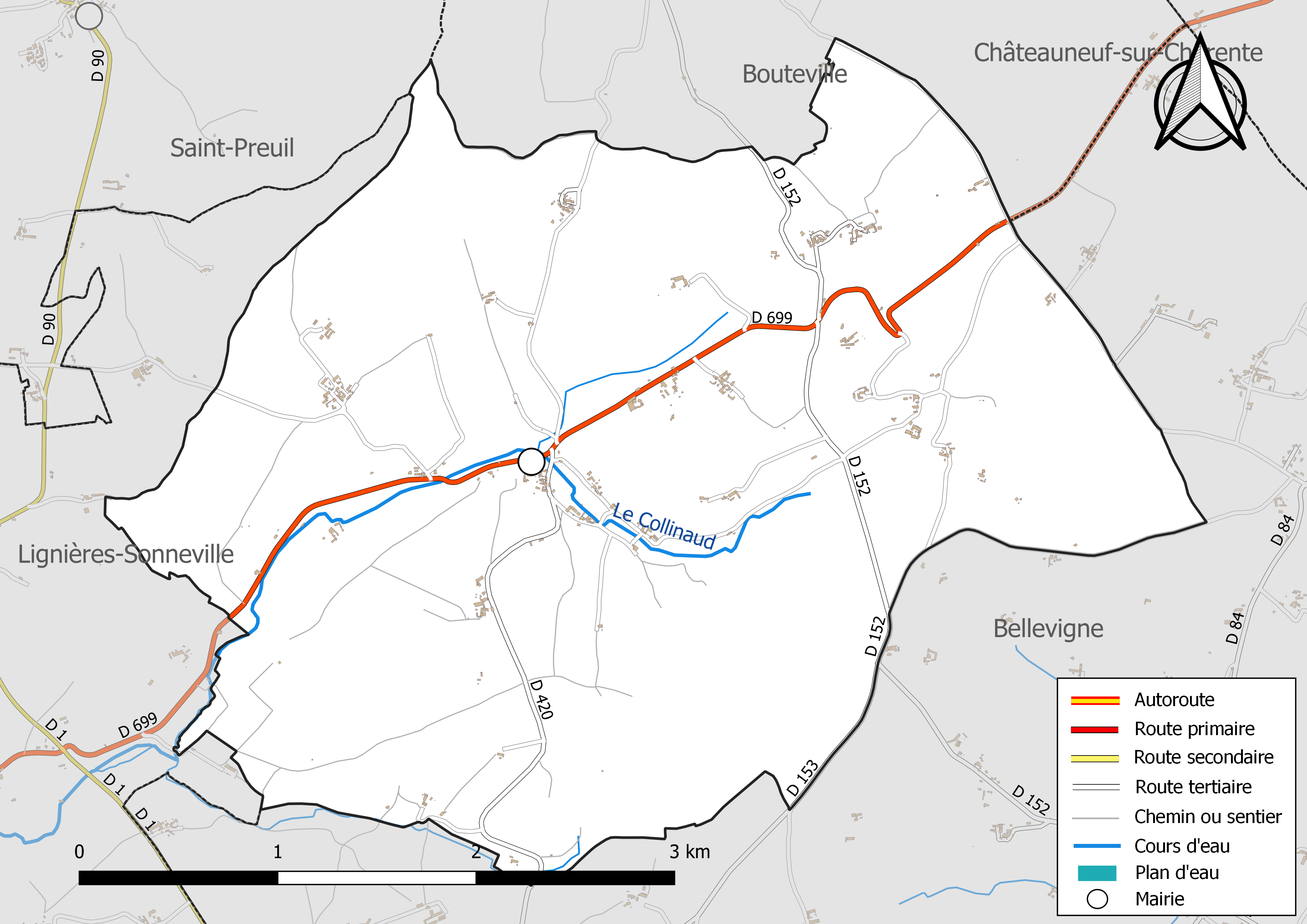
Réseaux hydrographique et routier de Bonneuil.

La commune est située dans le bassin versant de la Charente au sein  du Bassin Adour-Garonne. Elle est drainée par le Collinaud et par deux petits cours d'eau, qui constituent un réseau hydrographique de 6 km de longueur totale,.
Le Collinaud naît au pied du logis de Flaville. En se dirigeant vers le sud-ouest, il passe au bourg et se jette  dans le Né à Verrières, après avoir traversé 5 communes.
Quelques fontaines sont aussi à signaler, comme la Font Nouvelle, la Font Cagouille et la Font Pérouse.

#### Gestion des cours d'eau
Le territoire communal est couvert par le schéma d'aménagement et de gestion des eaux (SAGE) « Charente ». Ce document de planification, dont le territoire correspond au bassin de la Charente, d'une superficie de 9 300 km2, a été approuvé le 19 novembre 2019. La structure porteuse de l'élaboration et de la mise en œuvre est l'établissement public territorial de bassin Charente. Il définit sur son territoire les objectifs généraux d’utilisation, de mise en valeur et de protection quantitative et qualitative des ressources en eau superficielle et souterraine, en respect des objectifs de qualité définis dans le troisième SDAGE  du Bassin Adour-Garonne qui couvre la période 2022-2027, approuvé le 10 mars 2022.

### Climat
Comme dans les trois quarts sud et ouest du département, le climat est océanique aquitain.

## Urbanisme

### Typologie
Au 1er janvier 2024, Bonneuil est catégorisée commune rurale à habitat très dispersé, selon la nouvelle grille communale de densité à 7 niveaux définie par l'Insee en 2022.
Elle est située hors unité urbaine et hors attraction des villes,.

### Occupation des sols
L'occupation des sols de la commune, telle qu'elle ressort de la base de données européenne d’occupation biophysique des sols Corine Land Cover (CLC), est marquée par l'importance des territoires agricoles (70,9 % en 2018), une proportion identique à celle de 1990 (70,9 %). La répartition détaillée en 2018 est la suivante : 
cultures permanentes (51,2 %), forêts (27,2 %), zones agricoles hétérogènes (14,4 %), prairies (5,1 %), milieux à végétation arbustive et/ou herbacée (1,8 %), terres arables (0,1 %). L'évolution de l’occupation des sols de la commune et de ses infrastructures peut être observée sur les différentes représentations cartographiques du territoire : la carte de Cassini (XVIIIe siècle), la carte d'état-major (1820-1866) et les cartes ou photos aériennes de l'IGN pour la période actuelle (1950 à aujourd'hui).

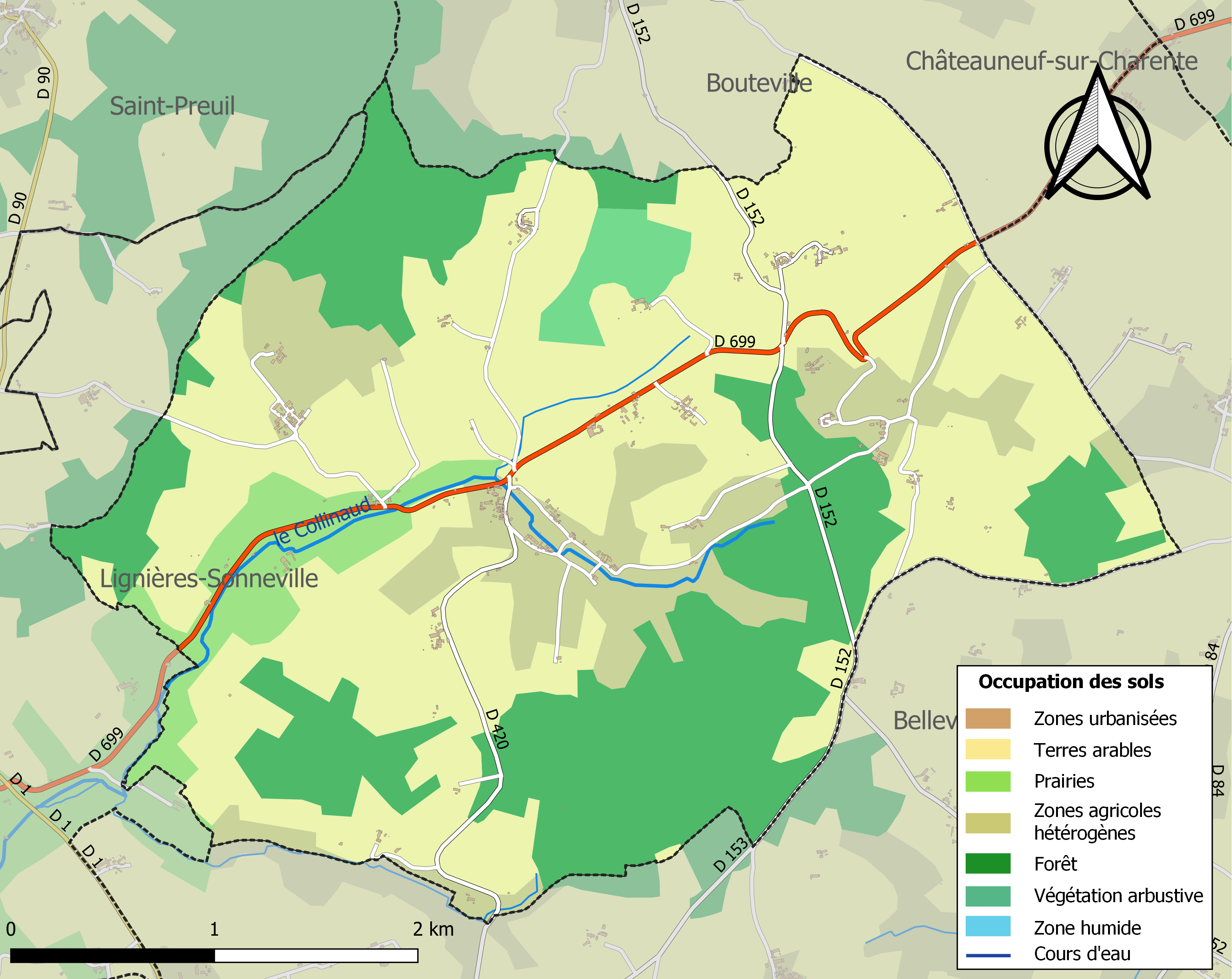
Carte des infrastructures et de l'occupation des sols de la commune en 2018 (CLC).

### Risques majeurs
Le territoire de la commune de Bonneuil est vulnérable à différents aléas naturels : météorologiques (tempête, orage, neige, grand froid, canicule ou sécheresse) et séisme (sismicité faible). Un site publié par le BRGM permet d'évaluer simplement et rapidement les risques d'un bien localisé soit par son adresse soit par le numéro de sa parcelle.

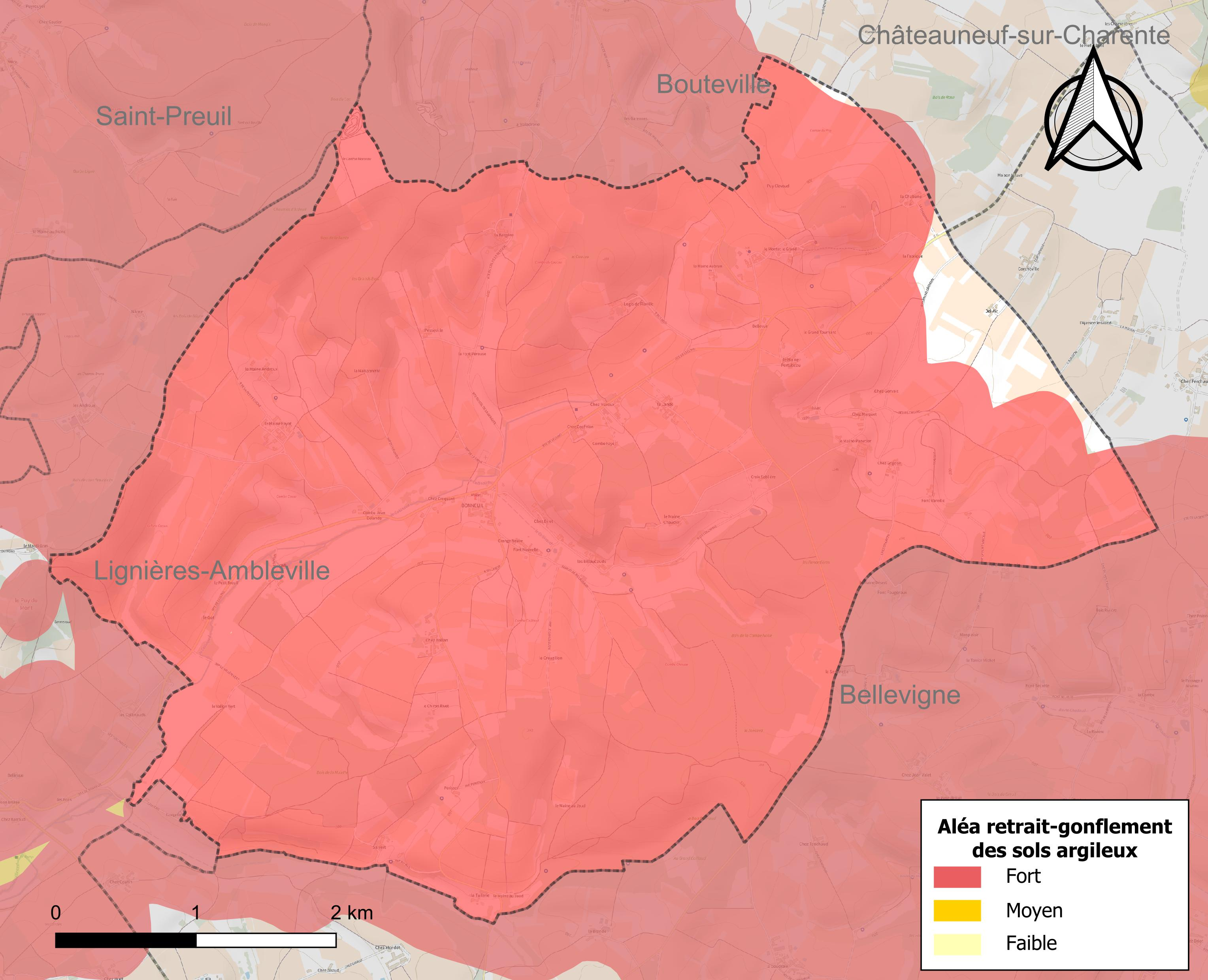
Carte des zones d'aléa retrait-gonflement des sols argileux de Bonneuil.

Le retrait-gonflement des sols argileux est susceptible d'engendrer des dommages importants aux bâtiments en cas d’alternance de périodes de sécheresse et de pluie. 97,4 % de la superficie communale est en aléa moyen ou fort (67,4 % au niveau départemental et 48,5 % au niveau national). Sur les 159 bâtiments dénombrés sur la commune en 2019, 154 sont en aléa moyen ou fort, soit 97 %, à comparer aux 81 % au niveau départemental et 54 % au niveau national. Une cartographie de l'exposition du territoire national au retrait gonflement des sols argileux est disponible sur le site du BRGM,.
Par ailleurs, afin de mieux appréhender le risque d’affaissement de terrain, l'inventaire national des cavités souterraines permet de localiser celles situées sur la commune.
La commune a été reconnue en état de catastrophe naturelle au titre des dommages causés par les inondations et coulées de boue survenues en 1982, 1987 et 1999. Concernant les mouvements de terrains, la commune a été reconnue en état de catastrophe naturelle au titre des dommages causés par des mouvements de terrain en 1999.

## Toponymie
Les formes anciennes sont Bonelum avant 800, Bonolio en 1098-1109, Bono Oculo en 1150.
L'origine du nom de Bonneuil remonterait à un nom de personne gaulois Bonos, ou l'adjectif latin bonus (bon), auquel est apposé le suffixe gaulois -ialo signifiant "champ", "clairière", ce qui correspondrait à « champ de Bonos » ou « bonne clairière ». Le gaulois a persisté dans les campagnes jusqu'au Ve siècle.

## Histoire
Au XVIe siècle, la famille d'Ingrandes possédait le château du Breuil, construit au XVe siècle, et le logis de Flaville.

## Administration

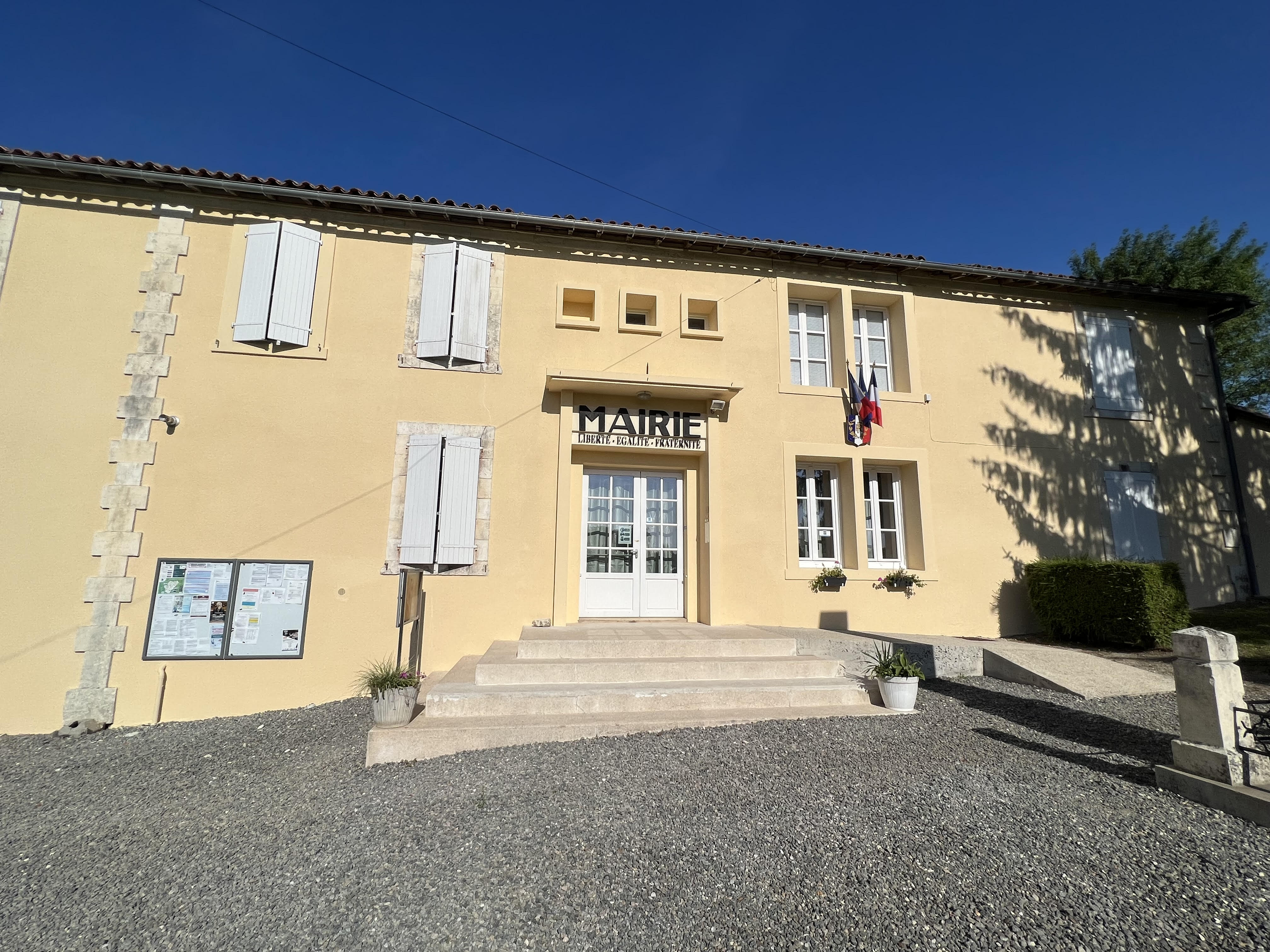
La mairie de Bonneuil

| Période                                  | Période  | Identité              | Étiquette | Qualité             |
| ---------------------------------------- | -------- | --------------------- | --------- | ------------------- |
| Les données manquantes sont à compléter. |          |                       |           |                     |
| 1995                                     | 2008     | Patrice Merceron      |           | Viticulteur         |
| 2008                                     | 2014     | Jacques Noblet        |           | Viticulteur         |
| 2014                                     | 2020     | Gérard Gayoux         |           | Retraité            |
| 2020                                     | En cours | Bruno Naudin-Berthier | SE        | Profession libérale |

## Démographie

### Évolution démographique
L'évolution du nombre d'habitants est connue à travers les recensements de la population effectués dans la commune depuis 1793. Pour les communes de moins de 10 000 habitants, une enquête de recensement portant sur toute la population est réalisée tous les cinq ans, les populations de référence des années intermédiaires étant quant à elles estimées par interpolation ou extrapolation. Pour la commune, le premier recensement exhaustif entrant dans le cadre du nouveau dispositif a été réalisé en 2005.

En 2022, la commune comptait 248 habitants, en évolution de −5,7 % par rapport à 2016 (Charente : −0,48 %, France hors Mayotte : +2,11 %).
| 1793 | 1800 | 1806 | 1821 | 1831 | 1841 | 1846 | 1851 | 1856 |
| ---- | ---- | ---- | ---- | ---- | ---- | ---- | ---- | ---- |
| 591  | 595  | 619  | 627  | 631  | 574  | 605  | 622  | 597  |

| 1861 | 1866 | 1872 | 1876 | 1881 | 1886 | 1891 | 1896 | 1901 |
| ---- | ---- | ---- | ---- | ---- | ---- | ---- | ---- | ---- |
| 621  | 618  | 625  | 582  | 521  | 509  | 465  | 442  | 473  |

| 1906 | 1911 | 1921 | 1926 | 1931 | 1936 | 1946 | 1954 | 1962 |
| ---- | ---- | ---- | ---- | ---- | ---- | ---- | ---- | ---- |
| 475  | 442  | 411  | 382  | 432  | 393  | 399  | 380  | 362  |

| 1968 | 1975 | 1982 | 1990 | 1999 | 2005 | 2006 | 2010 | 2015 |
| ---- | ---- | ---- | ---- | ---- | ---- | ---- | ---- | ---- |
| 373  | 345  | 302  | 245  | 248  | 247  | 246  | 269  | 262  |

| 2020 | 2022 | - | - | - | - | - | - | - |
| ---- | ---- | - | - | - | - | - | - | - |
| 247  | 248  | - | - | - | - | - | - | - |

### Pyramide des âges
En 2018, le taux de personnes d'un âge inférieur à 30 ans s'élève à 28,4 %, soit en dessous de la moyenne départementale (30,2 %). À l'inverse, le taux de personnes d'âge supérieur à 60 ans est de 31,1 % la même année, alors qu'il est de 32,3 % au niveau départemental.
En 2018, la commune comptait 134 hommes pour 122 femmes, soit un taux de 52,34 % d'hommes, largement supérieur au taux départemental (48,41 %).
Les pyramides des âges de la commune et du département s'établissent comme suit.
| Hommes | Classe d’âge | Femmes |
| ------ | ------------ | ------ |
| 0,0    | 90 ou +      | 0,8    |
| 8,5    | 75-89 ans    | 12,7   |
| 20,2   | 60-74 ans    | 20,3   |
| 24,0   | 45-59 ans    | 29,7   |
| 15,5   | 30-44 ans    | 11,9   |
| 16,3   | 15-29 ans    | 11,0   |
| 15,5   | 0-14 ans     | 13,6   |

| Hommes | Classe d’âge | Femmes |
| ------ | ------------ | ------ |
| 1      | 90 ou +      | 2,7    |
| 9,2    | 75-89 ans    | 12     |
| 20,6   | 60-74 ans    | 21,3   |
| 20,7   | 45-59 ans    | 20,3   |
| 16,8   | 30-44 ans    | 16     |
| 15,6   | 15-29 ans    | 13,4   |
| 16,1   | 0-14 ans     | 14,3   |

## Économie

### Agriculture

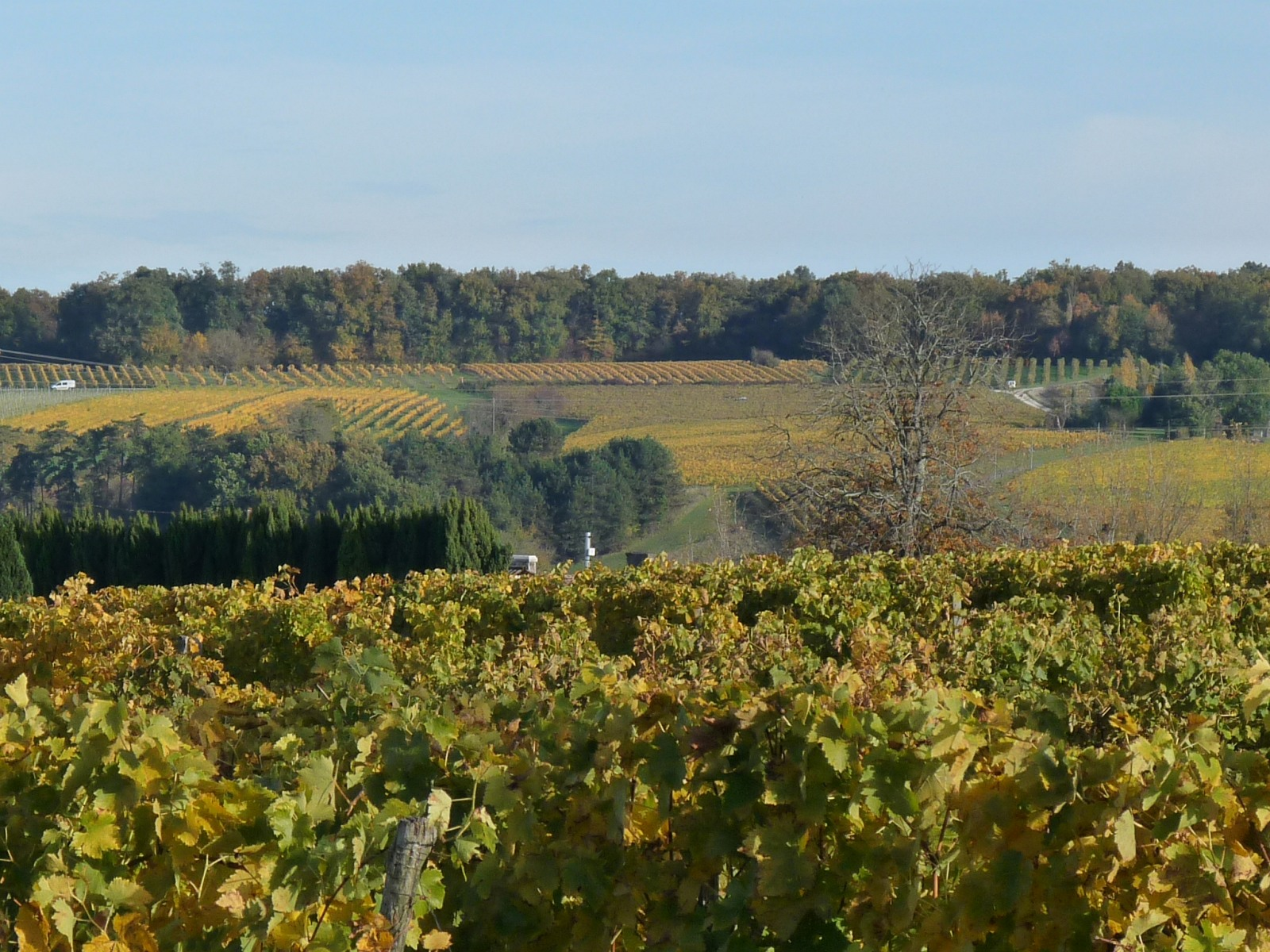
Le vignoble entre Bonneuil et Lignières-Sonneville.

La viticulture est l'activité principale de Bonneuil. La commune est située en Grande Champagne, premier cru du cognac.
Certains producteurs vendent cognac, pineau des Charentes et vin de pays à la propriété.

## Équipements, services et vie locale

### Enseignement
L'école est un regroupement pédagogique intercommunal (RPI) entre Bonneuil et Bouteville. Bouteville accueille l'école maternelle et Bonneuil les écoles élémentaires.

## Culture locale et patrimoine

### Lieux et monuments

#### Patrimoine religieux
L'église paroissiale Saint-Pierre, à l'origine une cure du diocèse de Saintes, a été construite au début du XIIIe siècle. Maintes fois réparée, seule sa façade richement décorée a été épargnée. L'église possède une crypte sous l'ancien chœur, inaccessible. Elle a été inscrite monument historique le 21 juin 1952,,.

#### Patrimoine civil
Le château du Breuil, construit sur une petite éminence dont les douves sont baignées par une dérivation du ruisseau, date de la fin du XVe siècle ou début du XVIe siècle.
Un petit pont en pierre, à 100 m à l'ouest du bourg, dit de « Coligny », chef protestant durant les guerres de Religion dont l'armée aurait franchi le ruisseau à cet endroit.

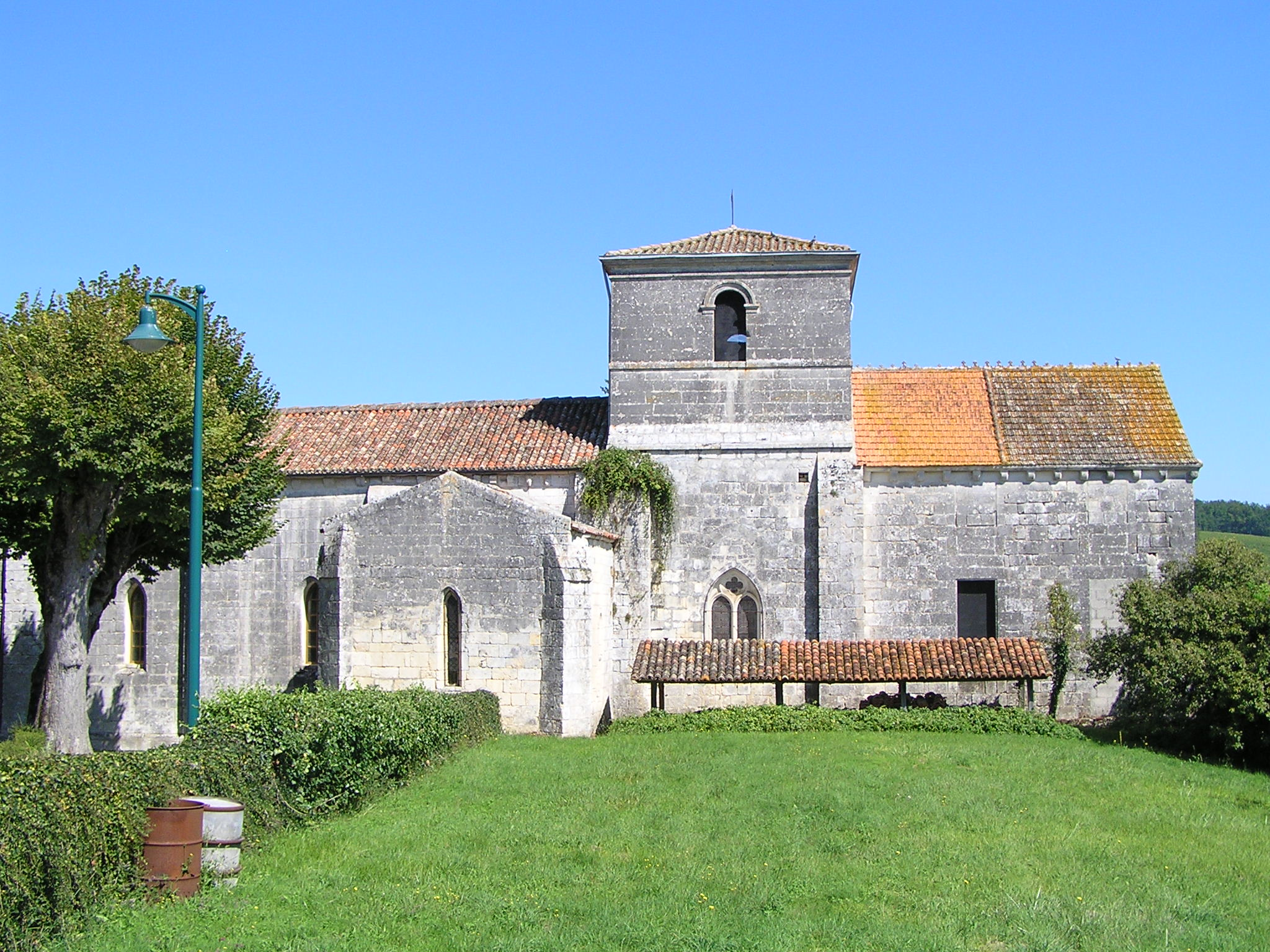
L'église Saint-Pierre.
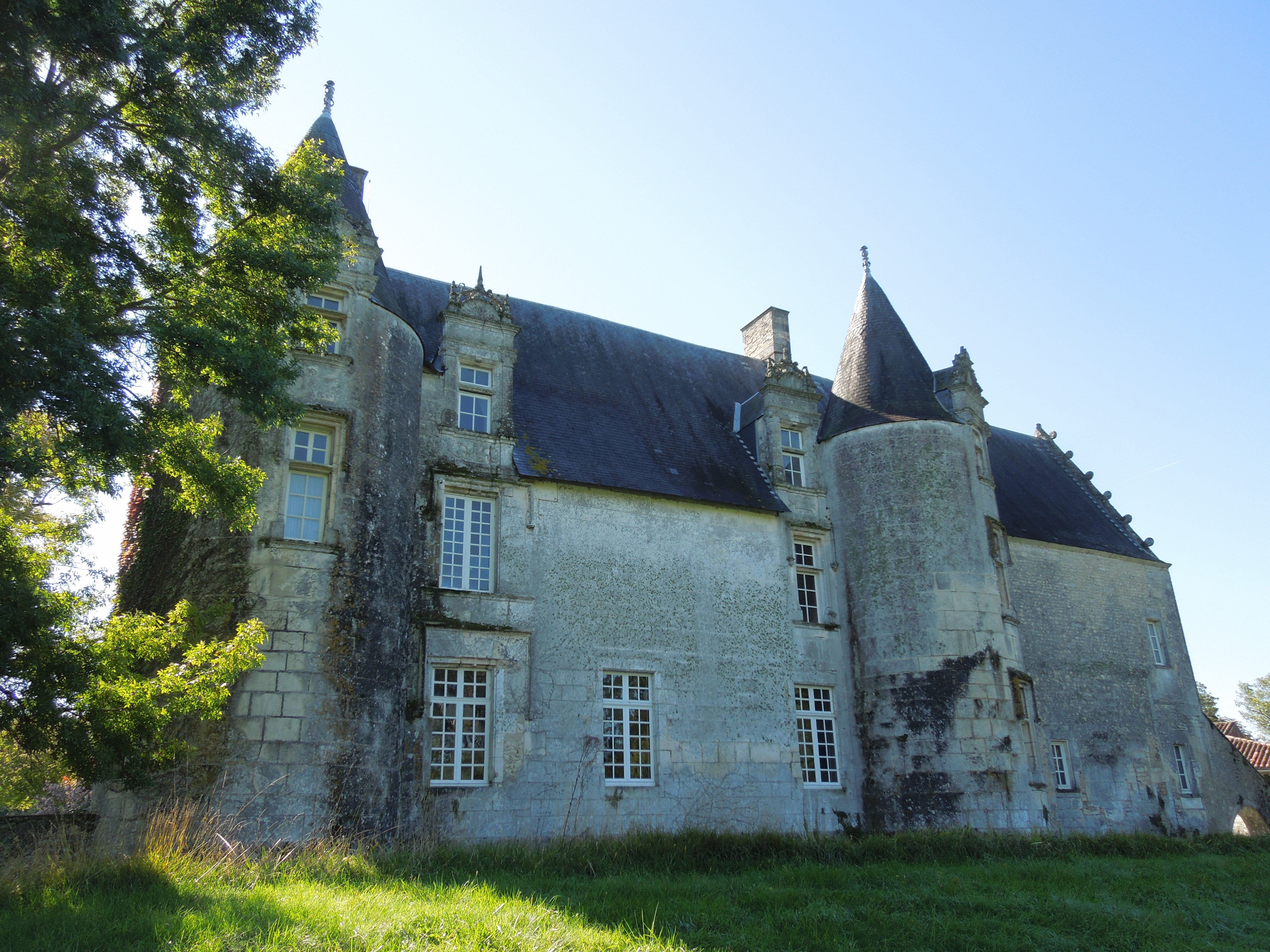
Le château du Breuil.
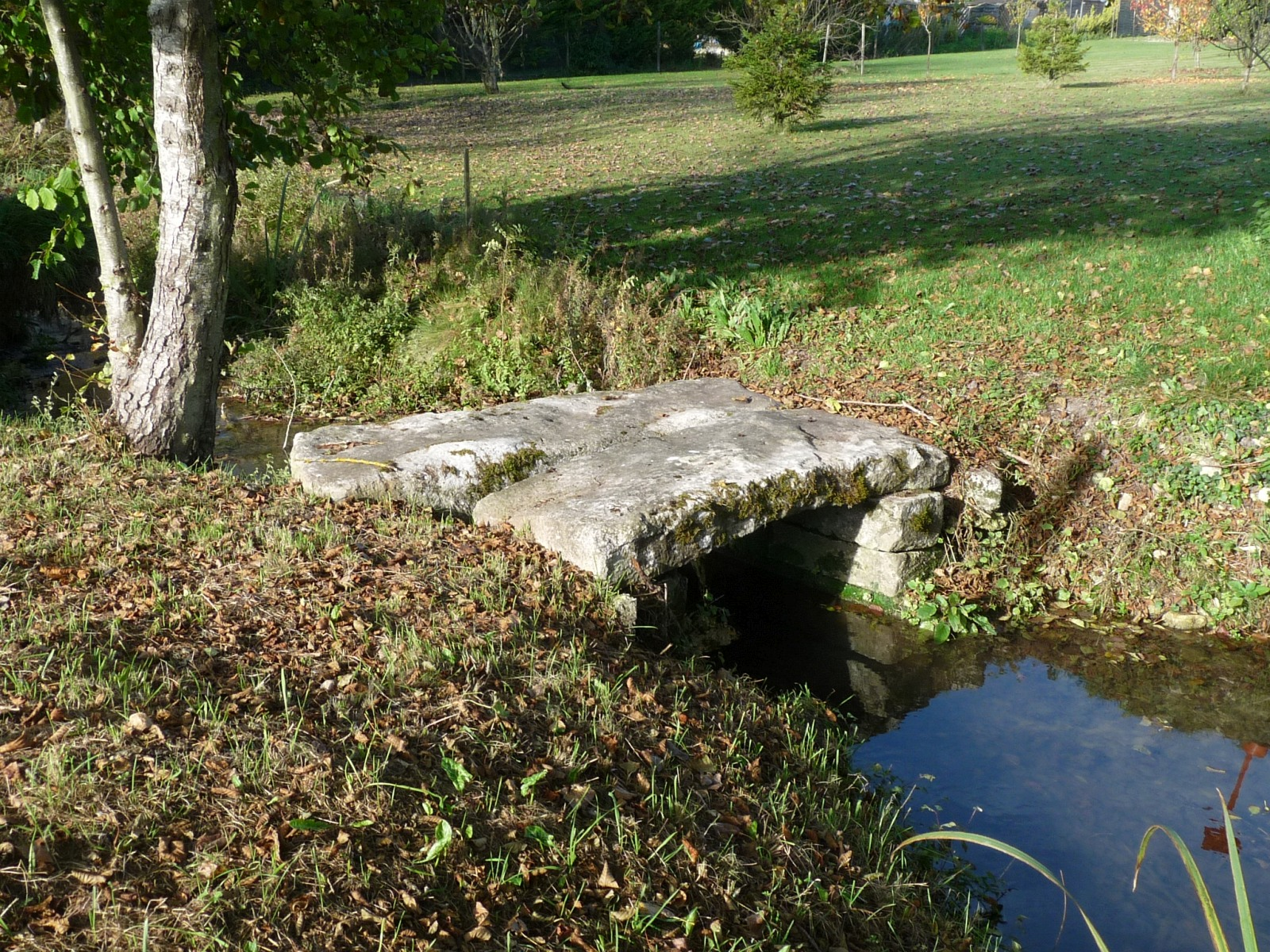
Le pont Coligny.
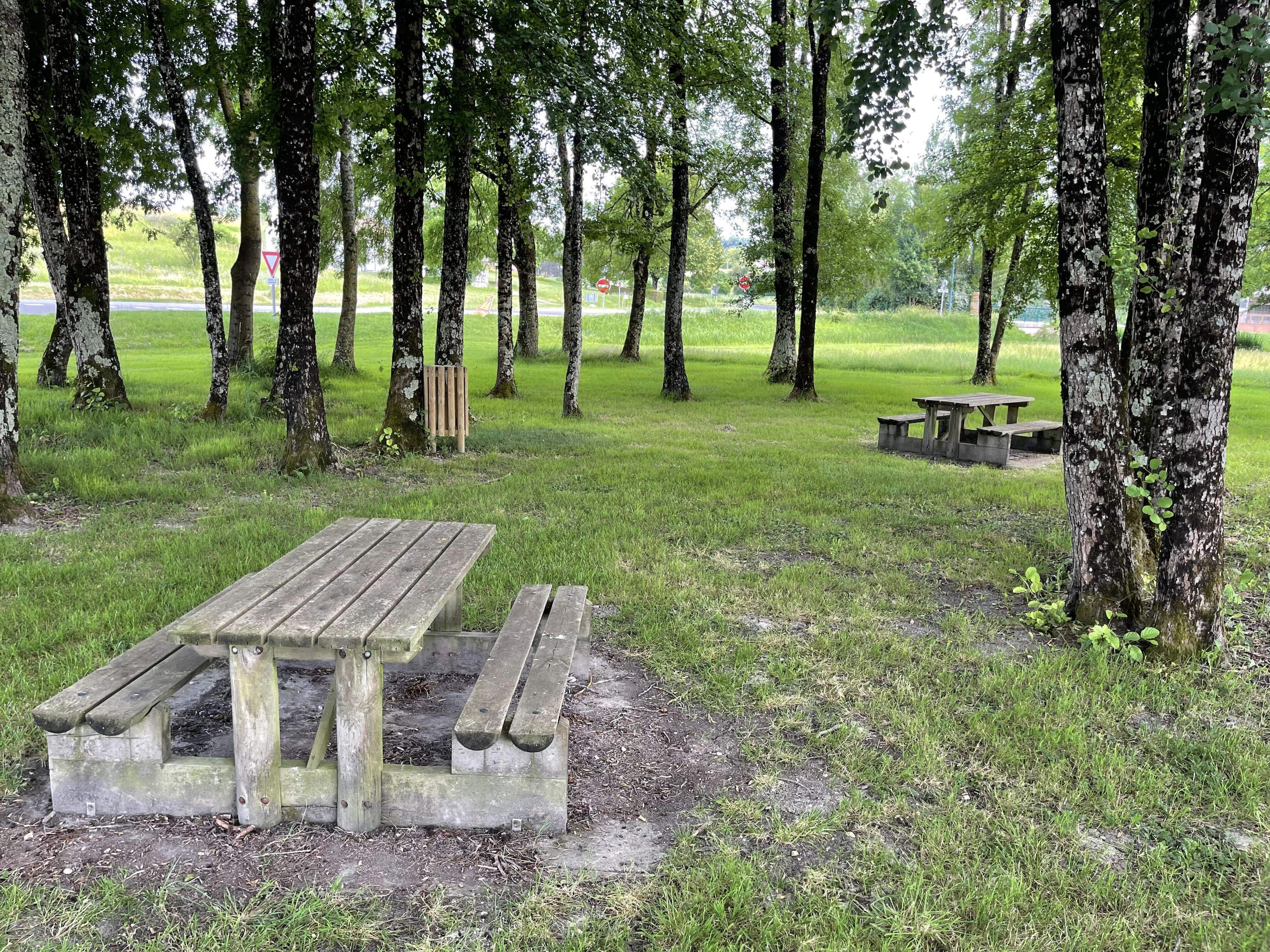
Aire de Pique-nique

### Héraldique
| Blason de Bonneuil | Blason  | Écartelé : au 1er losangé d'or et de gueules, au 2e d'azur à deux haches d'armes d'argent passées en sautoir, au 3e d'azur à deux clés d'argent passées en sautoir, au 4e d'or à une grappe de raisin de pourpre tigée et feuillée au naturel.                                                                                       |
| Blason de Bonneuil | Détails | Au premier, les losanges du blason de la Charente ; au deuxième, les haches évoquent le nom de la commune « bonnes clairières » (pour donner suite au défrichement de forêts) ; au troisième, les clefs attributs de saint Pierre, patron de la paroisse ; au quatrième, le raisin évoque l'activité viticole de la commune. Adopté. |